# سیستم‌عامل امنیتی پارروت
توزیع پارروت (به انگلیسی: Parrot OS) و توزیع امنیتی  ParrotSec دو نسخه گنو/لینوکس مبتنی بر دبیان است. این دو  سیستم‌عامل به منظور استفاده خانگی و نسخه امنیتی برای  انجام تست نفوذ (ٰامنیت رایانه)، ارزیابی آسیب‌پذیری و کاهش، افراد ناشناس و خارجی به کامپیوتر ساخته شده‌است. این سیستم توسط تیم فروزن‌باکس توسعه داده شده‌است.

## هدف
روی پارروت فکر شده‌است که یک محیط روشن و بسیار سازگار و کامل باشد. این سیستم محتویات بسیاری در مورد وب و تجزیه و تحلیل سیستم‌های کامپیوتری، با ابزارهای قانونی به رسمیت شناخته شده در اختیار شما قرار می‌دهد. فرصتی برای کار با رمزنگاری، ارائه مجموعهٔ بزرگ از امکانات در اختیار شما قرار می‌دهد. علاوه بر این، به شما اجازه می‌دهد که به گشت گذار و کار افراد ناشناس بررسی کنید.

## هسته
پارروت مبتنی بر دبیان نسخه پایدار (جسی)، و سفارشی سخت شده یا لینوکس کرنل ۴٫۱ با یک وصله جی آر سیکیورتی در دسترس است.
محیط دسکتاپ ماته، انشعاب یافته گنوم ۲ است؛ و مدیریت نمایش به صورت پیش‌فرض لایت‌دی‌ام است.

## فرکانس انتشار
تیم توسعه دهندگان هنوز هیچ نسخه نهایی را منتشر نکرده‌اند، اما بر روی سیستم تغییراتی گسترده انجام می‌شود که به صورت ماهیانه آن را ارائه می‌دهند.

### منتشر شده
| تاریخ      | نسخه                  | نام‌کد        |
| ---------- | --------------------- | ------------ |
| ۲۰۱۳-۰۶-۱۰ | این پروژه به دنیا آمد |              |
| ۲۰۱۳-۰۶-۱۷ | پارروت ۰٫۱            | پیش‌آلفا      |
| ۲۰۱۳-۰۶-۲۲ | پارروت ۰٫۲            | پیش‌آلفا      |
| ۲۰۱۳-۰۶-۳۰ | پارروت ۰٫۳            | پیش‌آلفا      |
| ۲۰۱۳-۰۷-۱۰ | پارروت ۰٫۴            | پیش‌آلفا      |
| ۲۰۱۳-۰۸-۲۲ | پارروت ۰٫۵            | آلفا         |
| ۲۰۱۳-۱۰-۲۱ | پارروت ۰٫۶            | آلفا         |
| ۲۰۱۳-۱۱-۱۲ | پارروت ۰٫۶٫۵          | آلفا         |
| ۲۰۱۳-۱۲-۰۶ | پارروت ۰٫۷            | پیش‌بتا       |
| ۲۰۱۴-۰۱-۱۲ | پارروت ۰٫۸            | بتا          |
| ۲۰۱۴-۰۱-۲۴ | پارروت ۰٫۸٫۱          | بتا          |
| ۲۰۱۴-۰۳-۰۵ | پارروت ۰٫۸٫۲          | بتا          |
| ۲۰۱۴-۰۴-۱۷ | پارروت ۰٫۸٫۴          | بتا          |
| ۲۰۱۴-۰۶-۲۵ | پارروت ۰٫۹            | بتا نهایی    |
| ۲۰۱۴-۰۷-۲۱ | پارروت ۱٫۰            | هیدروژن      |
| ۲۰۱۴-۰۹-۰۲ | پارروت ۱٫۱            | آسفالت اژدها |
| ۲۰۱۴-۰۹-۱۱ | پارروت ۱٫۲            | آسفالت اژدها |
| ۲۰۱۴-۱۰-۲۲ | پارروت ۱٫۴            | پرنده‌محبوس   |
| ۲۰۱۴-۱۱-۰۶ | پارروت ۱٫۴٫۲          | پرنده‌محبوس   |
| ۲۰۱۴-۱۲-۱۲ | پارروت ۱٫۶            | پرنده‌محبوس   |
| ۲۰۱۵-۰۲-۰۵ | پارروت ۱٫۷            | مارمولک‌سایبر |
| ۲۰۱۵-۰۲-۲۱ | پارروت ۱٫۸            | مارمولک‌سایبر |
| ۲۰۱۵-۰۴-۰۴ | پارروت ۱٫۹            | مارمولک‌سایبر |
| ۲۰۱۵-۰۹-۱۲ | پارروت ۲٫۰            | هلیوم        |
| ۲۰۱۵-۰۹-۱۵ | پارروت ۲٫۰٫۱          | هلیوم        |
| ۲۰۱۵-۱۰-۰۶ | پارروت ۲٫۰٫۴          | هلیوم        |
| ۲۰۱۵-۱۰-۱۷ | پارروت ۲٫۰٫۵          | هلیوم        |
| ۲۰۱۶-۰۱-۱۶ | پارروت ۲٫۱            | مورداک       |
| ۲۰۱۶-۰۲-۲۵ | پارروت ۲٫۲            | قطعی         |